# Rhoemetalces I

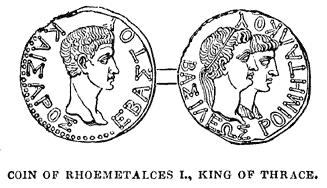
Muntstuk van Rhoemetalces I.

Rhoemetalces I (Oudgrieks: Ῥοιμητάλκης / Rhoimētálkēs) was een Thracische prins ten tijde van het principaat, koning van de Sapaei sinds 31/15 v.Chr. en vervolgens koning van de Odrysi van 11 v.Chr. tot 12 n.Chr. Hij was zeer waarschijnlijk de zoon van zijn voorganger Kotys VI, kleinzoon van Kotys V, vader van Kotys VIII, die hem zou opvolgen, alsook schoonbroer van de Astaeïsche prins Kotys VII en oom en vervolgens voogd van de Astaeïsche prins en koning van de Odrysi Rhescuporis II.

## Biografie

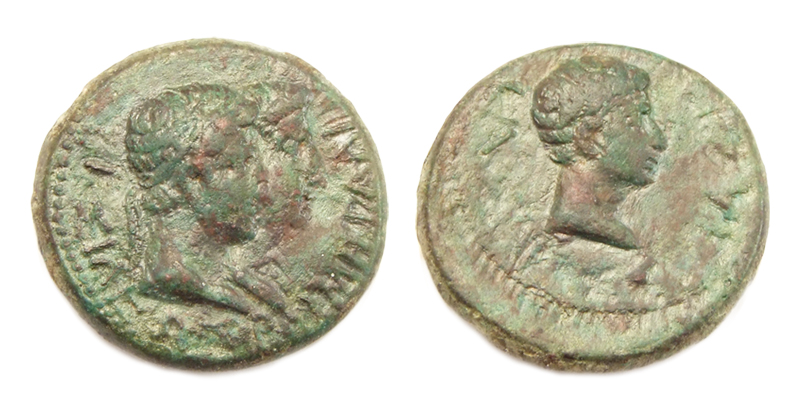
Tracische munt (AE24, geslagen 11 v.Chr.-12 n.Chr. Voorzijde: Gepaarde beeldenaars van Rhoemetalces I en diens koningin Pythodoris. Keerzijde: Buste van Augustus.

Ten tijde van de burgeroorlog die uitbrak door het uiteenvallen van het Tweede Triumviraat, koos Rhoemetalces de kant van Marcus Antonius tegen Gaius Julius Caesar (Octavianus). Na de slag bij Actium in 31 v.Chr. liep hij over naar het kamp van de overwinnaar.
Rond 18 v.Chr. overleed Kotys VII, de toenmalige Astaeïsche prins van de Thraciërs en koning van de Odrysi en schoonbroer van Rhoemetalces – met wiens zus Pythodoris hij was getrouwd – en deze werd voogd van diens kinderen, waaronder Rhescuporis II, de nieuwe koning.
De Bessi, een Thracische stam die onafhankelijk was gebleven van Rome, vielen de Thracische gebieden die verbonden waren met het Romeinse Rijk aan onder Volgaisos, hogepriester van het heiligdom van Dionysos in de Haemus Mons. Ze werden echter teruggedrongen door een Romeins leger met de hulp van hun Thracische bondgenoten. In 13/11 v.Chr. werden Rhoemetalces en zijn neef Rhescuporis opnieuw geconfronteerd met invallende Bessi. Deze inval bleek ernstiger dan de vorige en Rhescuporis wordt op het slagveld overwonnen en gedood. Rhoemetalces was weliswaar op de vlucht gejaagd, maar hij slaagde erin te vluchten en week uit naar de Thracische Chersonesos. Heel Thracië was nu in handen van de Bessi, die nu zelfs invallen deden in de Romeinse provincies Asia en Macedonia.
Daarop wordt de gouverneur van Pamfylië, Lucius Calpurnius Piso Caesoninus, door Imperator Caesar Augustus als legatus Augusti pro praetore naar Thracië gestuurd om terug te slaan tegen de invallende Bessi. Hoewel ze de eerste slag verloren, slaagden de Romeinen erin de overhand te krijgen en de Bessi en hun bondgenoten te overwinnen. Piso had desalniettemin drie jaar nodig om de regio te pacificeren en een definitief eind te maken aan de opstand. Voor zijn successen tegen de Bessi kende de senaat hem de eretekenen van een triomftocht toe (ornamenta triumphalia).
Eens de Bessi waren verslagen, vertrouwde Augustus het Odrysische koninkrijk aan Rhoemetalces toe, dat zonder soeverein zat sinds de dood van Rhescuporis II. Een deel van het grondgebied van de Astaeae werd onder Romeins bestuur gebracht. Rhoemetalces' gezag reikte nu niet verder dan het Odrysische koninkrijk in Thracië, bestuurd door de prinsen van de Sapaei.
Tijdens de Bellum Batonianum (ook wel grote Illyrische opstand genoemd) van 6 n.Chr., sloot hij zich aan bij de Romeins strijdkrachten onder leiding van Tiberius om tegen de Dalmatiërs en de Pannoniërs te strijden. Rhoemetalces bond in het bijzonder de strijd met hen aan in Macedonia en zou er zelf in slagen een van de drie leiders van de opstand te doden, een zekere Baton. Auguste bedankte hem voor zijn bewezen diensten aan Rome door verschillende beloningen. De Thracische koning voegt nu "Gaius Julius" toe aan zijn naam en wordt benoemd tot archon eponymos van Athene rond 9 n.Chr.
De koning stierf rond 12 n.Chr. en zijn gebieden, bondgenoten van Rome, werden verdeeld onder zijn zoon en de broer van de overleden koning, respectievelijk Kotys VIII en Rhescuporis III. Kotys kreeg de regio het dichtst bij de kust en de Griekse kolonies. Rhescuporis kreeg het wilde en onontgonnen binnenland, dat blootstond aan vijandige invallen van naburige volkeren. Rhescuporis besloot daarom zich meester te maken van de gronden van zijn neef, hem gevangen te zetten en kwam door hem vervolgens te doden in rechtstreeks conflict met de nieuw princeps Tiberius Julius Caesar Augustus, die hem ter verantwoording naar Rome riep. Rhescuporis werd berecht en schuldig bevonden te Rome en het koninkrijk van de Thraciërs werd nu verdeeld onder Rhemetalces II, zoon van Rhescuporis die zich openlijk had verzet tegen de plannen van zijn vader, en de nog zeer jonge kinderen van Kotys, Kotys IX vervolgens Rhemetalces III, in wiens naam de propraetor Titus Trebellenus Rufus tot regent werd benoemd.